# Pinehill (Nuevo México)
Pinehill es un lugar designado por el censo ubicado en el condado de Cíbola en el estado estadounidense de Nuevo México. En el Censo de 2010 tenía una población de 88 habitantes y una densidad poblacional de 10,13 personas por km².

## Geografía
Pinehill se encuentra ubicado en las coordenadas 35°0′11″N 108°24′30″O / 35.00306, -108.40833. Según la Oficina del Censo de los Estados Unidos, Pinehill tiene una superficie total de 8.69 km², de la cual 8.69 km² corresponden a tierra firme y (0%) 0 km² es agua.

## Demografía
Según el censo de 2010, había 88 personas residiendo en Pinehill. La densidad de población era de 10,13 hab./km². De los 88 habitantes, Pinehill estaba compuesto por el 0% blancos, el 0% eran afroamericanos, el 96.59% eran amerindios, el 0% eran asiáticos, el 0% eran isleños del Pacífico, el 0% eran de otras razas y el 3.41% pertenecían a dos o más razas. Del total de la población el 7.95% eran hispanos o latinos de cualquier raza.